# 定结溲疏
定结溲疏（学名：Deutzia bomiensis var. dinggyensis）为虎耳草科溲疏属下的一个变种。

## 扩展阅读
- 維基物種上的相關：定结溲疏